# Villa Canales
Villa Canales ist eine Großstadt in Guatemala und Verwaltungssitz des gleichnamigen Municipios im Departamento Guatemala. Der Ort liegt 22 Kilometer südlich von Guatemala-Stadt auf 1276 m Höhe an der seit 2007 stillgelegten Bahnstrecke nach Puerto San José.
Das 353 km² große Municipio erstreckt sich im südlichen Bergland des Departamentos Guatemala, welches hier bereits zur Küstenebene am Pazifik abfällt und von etlichen kleinen Flussläufen durchzogen wird. Der östliche Teil des Amatitlán-Sees gehört zum Municipio Villa Canales, dessen nordwestliche Gebiete bereits zur Agglomeration von Guatemala-Stadt zählen. Es hat insgesamt rund 110.000 Einwohner, von denen ein Großteil in suburbanen und ländlichen Siedlungen und Dörfern lebt, darunter Boca del Monte, Colmenas, Cumbre de San Nicolás, Chichimecas, El Durazno, El Jocotillo, El Obrajuelo, El Porvenir, Los Dolores, Los Pocitos, San José el Tablón, Santa Elena Barrillas und Santa Rosita.
Angrenzende Municipios sind Amatitlán im Westen, Petapa und Guatemala-Stadt im Nordwesten, Santa Catarina Pinula im Nordosten und Fraijanes im Osten. Im Südosten grenzt Villa Canales an die Municipios Barbarena und Pueblo Nuevo Viñas des Departamentos Santa Rosa, im Südwesten an die Municipios Guanagazapa und San Vicente Pacaya des Departamentos Escuintla.
Villa Canales steht an dem Ort, an dem das alte Dorf San Miguel Petapa am 9. Oktober 1762 vom Río Tulujá überflutet und zerstört wurde. Ein Teil der Überlebenden des Unglücks zog an sicherere Orte in der näheren Umgebung und gründete dort Villa Nueva und das neue Dorf San Miguel Petapa. Dort wo heute Villa Canales ist, verblieben nach 1762 nur einige Pocomam-Familien, die den Ort notdürftig wieder aufbauten. Bis 1912 hieß er nur Pueblo Viejo („Altes Dorf“) und gehörte als Landgemeinde (Aldea) zu San Miguel Petapa. 1912 erfolgte die Erhebung zum Municipio, 1915 die Umbenennung in San Joaquín Villa Canales (den alten Namen trägt noch eine Siedlung im Osten des Ortes). Seit 1921 lautet der offizielle Name nur Villa Canales. Das Municipio verlor 1924 seine Landgemeinde Fraijanes, die als Municipio selbständig wurde. Villa Canales gehörte bis 1935 zum Departamento Amatitlán und kam dann nach dessen Auflösung zum Departamento Guatemala.